# Pro Football Hall of Fame
Pro Football Hall of Fame er et æresgalleri for de personer, som har gjort en fremtrædende indsats i NFL. De første 17 medlemmer blev valgt ind i 1967, og der er derefter blevet valgt nye medlemmer hvert år. Hovedsædet for Pro Football Hall of Fame er beliggende i Canton i Ohio. Chicago Bears er med sine 26 medlemmer i øjeblikket den klub som har flest valgt ind i Pro Football Hall of Fame.

## Hall Of Fame personer
|  | = 1. runde picks |  | = Undrafted |

### 1963
| Navn                    | Hold                                                      | Position                     | År aktiv  |
| ----------------------- | --------------------------------------------------------- | ---------------------------- | --------- |
| Sammy Baugh             | Washington Redskins                                       | Quarterback                  | 1937–1952 |
| Bert Bell               | Pittsburgh Steelers, Philadelphia Eagles                  | Hold ejer / NFL Commissioner | 1939-1959 |
| Joseph Carr             | Inget                                                     | NFL President                | 1921-1939 |
| Dutch Clark             | Detroit Lions                                             | Quarterback                  | 1931-1938 |
| Harold "Red" Grange     | Chicago Bears, New York Yankees                           | Runningback                  | 1925-1934 |
| George Halas            | Chicago Bears                                             | Hold ejer, Træner            | 1920-1983 |
| Mel Hein                | New York Giants                                           | Center                       | 1931-1945 |
| Pete Henry              | New York Giants                                           | Center                       | 1920-1928 |
| Cal Hubbard             | New York Giants, Green Bay Packers, Pittsburgh Steelers   | Offensive Lineman            | 1927-1936 |
| Don Hutson              | Green Bay Packers                                         | Wide Receiver                | 1935-1945 |
| Earl "Curly" Lambeau    | Green Bay Packers, Arizona Cardinals, Washington Redskins | Hold ejer, Træner            | 1919-1953 |
| Tim Mara                | New York Giants                                           | Hold ejer                    | 1925-1959 |
| George Preston Marshall | Washington Redskins                                       | Hold ejer                    | 1932-1969 |
| John "Blood" McNally    | Green Bay Packers, Pittsburgh Steelers                    | Fullback,                    | 1925-1938 |
| Bronko Nagurski         | Chicago Bears                                             | Fullback,                    | 1930-1943 |
| Ernie Nevers            | Arizona Cardinals                                         | Fullback,                    | 1926-1931 |
| Jim Thorpe              | Arizona Cardinals, New York Giants                        | Runningback,                 | 1915-1928 |

### 2009 HOF
| Navn                | Hold                                                                        | Position           | År aktiv  |
| ------------------- | --------------------------------------------------------------------------- | ------------------ | --------- |
| Rod Woodson         | Pittsburgh Steelers, Oakland Raiders, Baltimore Ravens, San Francisco 49ers | Cornerback/ Safety | 1987–2003 |
| Derrick Thomas      | Kansas City Chiefs                                                          | Linebacker         | 1989–1999 |
| Ralph C. Wilson Jr. | Buffalo Bills                                                               | Hold ejer          | 1959–nu   |
| Bruce Smith         | Washington Redskins, Buffalo Bills                                          | Defensive end      | 1985–2003 |
| Randall McDaniel    | Minnesota Vikings, Tampa Bay Buccaneers                                     | Offensive Guard    | 1988–2001 |
| Bob Hayes           | Dallas Cowboys, San Francisco 49ers                                         | Wide Receiver      | 1965–1975 |

### 2010 HOF
| Navn           | Hold                                                   | Position         | År aktiv  |
| -------------- | ------------------------------------------------------ | ---------------- | --------- |
| Jerry Rice     | San Francisco 49ers, Oakland Raiders, Seattle Seahawks | Wide Receiver    | 1985–2004 |
| Floyd Little   | Denver Broncos                                         | Runningback      | 1967–1975 |
| Rickey Jackson | San Francisco 49ers, New Orleans Saints                | Linebacker       | 1981–1995 |
| Russ Grimm     | Washington Redskins                                    | Offensive Guard  | 1981–1991 |
| Dick LeBeau    | Detroit Lions                                          | Cornerback       | 1959–1972 |
| John Randle    | Defensive tackle                                       | Defensive tackle | 1990–2003 |
| Emmitt Smith   | Arizona Cardinals, Dallas Cowboys                      | Runningback,     | 1990-2004 |

40°49′16″N 81°23′52″V / 40.8211°N 81.3978°V